# Куропятник, Дмитрий Григорьевич
Дмитрий Григорьевич Куропятник (1911 — 1981) — участник Великой Отечественной войны, командир пулемётного отделения 2-й стрелковой роты 234-го гвардейского Черноморского стрелкового полка 76-й гвардейской Черниговской стрелковой дивизии 61-й армии Центрального фронта, гвардии сержант, Герой Советского Союза.

## Биография
Родился 24 мая 1911 года в с. Константиновка Российской империи, ныне Новоодесского района Николаевской области, в семье крестьянина. Украинец.
Образование начальное. Работал трактористом.
В Красной Армии с июля 1941 года. В боях Великой Отечественной войны с сентября 1941.
Командир пулеметного отделения 234-го гвардейского стрелкового полка кандидат в члены КПСС гвардии сержант Дмитрий Куропятник с небольшой группой автоматчиков 28 сентября 1943 года переправился на лодках через Днепр в районе села Мысы (Репкинский район Черниговской области), в рукопашной схватке выбил противника из траншеи, захватил и удерживал рубеж, обеспечивая переправу подразделений.
Указом Президиума Верховного Совета СССР «О присвоении звания Героя Советского Союза генералам, офицерскому, сержантскому и рядовому составу Красной Армии» от 15 января 1944 года за «образцовое выполнение боевых заданий командования по форсированию реки Днепр и проявленные при этом мужество и героизм» гвардии сержант Куропятник Д. Г. был удостоен высокого звания Героя Советского Союза. Также был награждён орденом Ленина.
Член КПСС с 1944 года. В 1945 году был демобилизован. Жил и работал в райцентре Ребриха Алтайского края.
После выхода на пенсию принимал участие в общественной жизни села. В 1974 году входил в организационный комитет по созданию в с. Ребриха музея «Боевой и трудовой Славы».
Умер 7 июля 1981 года.
Сын — Виктор, служил в десантных войсках СССР, участвовал в учениях «Днепр-67».

## Награды
- Звание Героя Советского Союза присвоено указом Президиума Верховного Совета СССР 15 января 1944 года.
- Награждён орденом Ленина и медалями.

## Память
- Биография Героя напечатана в сборнике «Боевая слава  Алтая» (3-е изд., 1978 год)[5].
- В селе Ребриха проводится краевой волейбольный турнир памяти Героя Советского Союза Д. Г. Куропятника[6].
- На доме, где жил Д. Г. Куропятник, в 2012 году установлена мемориальная доска.